# Wahlkreis Seine-Maritime VIII
Der Wahlkreis Seine-Maritime VIII (französisch: Huitième circonscription de la Seine-Maritime) ist seit 1958 ein französischer Parlamentswahlkreis im Département Seine-Maritime. Wie die anderen 576 französischen Wahlkreise wählt er einen Abgeordneten nach dem Zweirundensystem, mit einer Stichwahl, wenn kein Kandidat im ersten Wahlgang mehr als 50 % der Stimmen erhält.

## Geografie und politische Charakteristik
Der 8. Wahlkreis Seine-Maritime umfasst Le Havre sowie Gonfreville-l'Orcher, das im Zuge der Neueinteilung der französischen Wahlkreise im Jahr 2010 hinzukam.
Der Sitz ist seit jeher eine Hochburg der Kommunistischen Partei Frankreichs. 2012 gab es die einzige Wahl der jüngeren Vergangenheit, bei der eine andere Partei gewonnen hat, in diesem Fall die Sozialistische Partei.

## Abgeordnete
| Wahl | Abgeordneter                                 | Partei                                       |
| ---- | -------------------------------------------- | -------------------------------------------- |
| 1958 | Robert Grèverie                              | CNIP                                         |
| 1962 | Roger Fossé                                  | UNR                                          |
| 1967 | Roger Fossé                                  | UDR                                          |
| 1968 | Roger Fossé                                  | UDR                                          |
| 1973 | Roger Fossé                                  | UDR                                          |
| 1978 | Roger Fossé                                  | RPR                                          |
| 1981 | Roger Fossé                                  | RPR                                          |
| 1986 | Verhältniswahl – keine Wahl nach Wahlkreisen | Verhältniswahl – keine Wahl nach Wahlkreisen |
| 1988 | André Duroméa                                | PCF                                          |
| 1993 | Daniel Colliard                              | PCF                                          |
| 1997 | Daniel Paul                                  | PCF                                          |
| 2002 | Daniel Paul                                  | PCF                                          |
| 2007 | Daniel Paul                                  | PCF                                          |
| 2012 | Catherine Troallic                           | PS                                           |
| 2017 | Jean-Paul Lecoq                              | PCF                                          |
| 2022 | Jean-Paul Lecoq                              | PCF                                          |

## Wahlergebnisse

### Parlamentswahl 2012
| Kandidaten               | Kandidaten                  | Parteien                                         | 1. Wahlgang | 1. Wahlgang | 2. Wahlgang | 2. Wahlgang |
| Kandidaten               | Kandidaten                  | Parteien                                         | Stimmen     | %           | Stimmen     | %           |
| ------------------------ | --------------------------- | ------------------------------------------------ | ----------- | ----------- | ----------- | ----------- |
|                          | Catherine Troallicgewählt   | SOC – Parti socialiste                           | 10.182      | 30,5        | 17.959      | 100,0       |
|                          | Jean-Paul Lecoq             | FG – Front de gauche (Parti communiste français) | 10.099      | 30,3        |             |             |
|                          | Agnès Canayer               | UMP – Union pour un mouvement populaire          | 6.555       | 19,6        |             |             |
|                          | Philippe Fouché-Saillenfest | FN – Front national                              | 4.875       | 14,6        |             |             |
|                          | Pierre Dieulafait           | VEC – Europe Écologie Les Verts                  | 803         | 2,4         |             |             |
|                          | Bruno Hirout                | EXD – Parti de la France                         | 332         | 1,0         |             |             |
|                          | Ariane Delamarre            | NCE – Nouveau Centre                             | 316         | 0,9         |             |             |
|                          | Daniel Dieudonné            | EXG – Lutte Ouvrière                             | 163         | 0,5         |             |             |
|                          | Wilfried Nzue Edzang        | AUT – Unabh.                                     | 54          | 0,2         |             |             |
| Gesamt                   | Gesamt                      | Gesamt                                           | 33.379      | 100         | 17.959      | 100         |
|                          |                             |                                                  |             |             |             |             |
| Ungültige Stimmen        | Ungültige Stimmen           | Ungültige Stimmen                                | 648         | 1,9         | 6.873       | 27,7        |
| Wähler                   | Wähler                      | Wähler                                           | 34.027      | 48,2        | 24.832      | 35,2        |
| Wahlberechtigte          | Wahlberechtigte             | Wahlberechtigte                                  | 70.545      |             | 70.540      |             |
|                          |                             |                                                  |             |             |             |             |
| Quelle: Innenministerium |                             |                                                  |             |             |             |             |

### Parlamentswahl 2017
| Kandidaten               | Kandidaten             | Parteien                           | 1. Wahlgang | 1. Wahlgang | 2. Wahlgang | 2. Wahlgang |
| Kandidaten               | Kandidaten             | Parteien                           | Stimmen     | %           | Stimmen     | %           |
| ------------------------ | ---------------------- | ---------------------------------- | ----------- | ----------- | ----------- | ----------- |
|                          | Jean-Paul Lecoqgewählt | COM – Parti communiste français    | 7.011       | 25,8        | 13.911      | 62,7        |
|                          | Béatrice Delamotte     | REM – La République en marche      | 6.107       | 22,5        | 8.276       | 37,3        |
|                          | Damien Lenoir          | FN – Front national                | 3.931       | 14,5        |             |             |
|                          | Sébastien Tasserie     | LR – Les Républicains              | 3.658       | 13,5        |             |             |
|                          | François Panchout      | FI – La France insoumise           | 3.328       | 12,3        |             |             |
|                          | Catherine Troallic     | SOC – Parti socialiste             | 1.652       | 6,1         |             |             |
|                          | Joséphine Landormi     | ECO – Europe Écologie Les Verts    | 775         | 2,9         |             |             |
|                          | Magali Cauchois        | EXG – Lutte Ouvrière               | 253         | 0,9         |             |             |
|                          | Olivier Lemercier      | DIV – Union populaire républicaine | 237         | 0,9         |             |             |
|                          | Marie-Claude Joly      | EXD – Parti de la France           | 190         | 0,7         |             |             |
| Gesamt                   | Gesamt                 | Gesamt                             | 27.142      | 100         | 22.187      | 100         |
|                          |                        |                                    |             |             |             |             |
| Leere Stimmzettel        | Leere Stimmzettel      | Leere Stimmzettel                  | 641         | 2,3         | 1.548       | 6,5         |
| Ungültige Stimmzettel    | Ungültige Stimmzettel  | Ungültige Stimmzettel              | 15          | 0,1         | 55          | 0,2         |
| Wähler                   | Wähler                 | Wähler                             | 27.798      | 41,1        | 23.790      | 35,2        |
| Wahlberechtigte          | Wahlberechtigte        | Wahlberechtigte                    | 67.666      |             | 67.666      |             |
|                          |                        |                                    |             |             |             |             |
| Quelle: Innenministerium |                        |                                    |             |             |             |             |

### Parlamentswahl 2022
| Kandidaten               | Kandidaten             | Parteien                                                                         | 1. Wahlgang | 1. Wahlgang | 2. Wahlgang | 2. Wahlgang |
| Kandidaten               | Kandidaten             | Parteien                                                                         | Stimmen     | %           | Stimmen     | %           |
| ------------------------ | ---------------------- | -------------------------------------------------------------------------------- | ----------- | ----------- | ----------- | ----------- |
|                          | Jean-Paul Lecoqgewählt | NUP – Nouvelle union populaire écologique et sociale (Parti communiste français) | 12.227      | 48,8        | 15.117      | 65,8        |
|                          | Wasil Echchenna        | ENS – Ensemble ! (Horizons)                                                      | 6.120       | 24,4        | 7.872       | 34,2        |
|                          | Isabelle Le Coz        | RN – Rassemblement National                                                      | 4.636       | 18,5        |             |             |
|                          | Isabelle Ducoeurjoly   | REC – Reconquête                                                                 | 854         | 3,4         |             |             |
|                          | Joachim Legendre       | ECO – Parti animaliste                                                           | 553         | 2,2         |             |             |
|                          | Tony Leprêtre-Pigeon   | DSV – Les Patriotes                                                              | 372         | 1,5         |             |             |
|                          | Magali Cauchois        | DXG – Lutte Ouvrière                                                             | 319         | 1,3         |             |             |
| Gesamt                   | Gesamt                 | Gesamt                                                                           | 25.081      | 100         | 22.989      | 100         |
|                          |                        |                                                                                  |             |             |             |             |
| Leere Stimmzettel        | Leere Stimmzettel      | Leere Stimmzettel                                                                | 774         | 3,0         | 1.410       | 5,8         |
| Ungültige Stimmzettel    | Ungültige Stimmzettel  | Ungültige Stimmzettel                                                            | 24          | 0,1         | 81          | 0,3         |
| Wähler                   | Wähler                 | Wähler                                                                           | 25.879      | 39,3        | 24.480      | 37,2        |
| Wahlberechtigte          | Wahlberechtigte        | Wahlberechtigte                                                                  | 65.773      |             | 65.792      |             |
|                          |                        |                                                                                  |             |             |             |             |
| Quelle: Innenministerium |                        |                                                                                  |             |             |             |             |

### Parlamentswahl 2024
| Kandidaten               | Kandidaten             | Parteien                                                 | 1. Wahlgang | 1. Wahlgang | 2. Wahlgang | 2. Wahlgang |
| Kandidaten               | Kandidaten             | Parteien                                                 | Stimmen     | %           | Stimmen     | %           |
| ------------------------ | ---------------------- | -------------------------------------------------------- | ----------- | ----------- | ----------- | ----------- |
|                          | Jean-Paul Lecoqgewählt | UG – Nouveau Front populaire (Parti communiste français) | 16.205      | 42,8        | 23.040      | 63,1        |
|                          | Régis Debons           | RN – Rassemblement National                              | 11.855      | 31,3        | 13.485      | 36,9        |
|                          | Isabelle Le Coz        | HOR – Horizons                                           | 8.040       | 21,2        |             |             |
|                          | Benoit Naous           | LR – Les Républicains                                    | 1.245       | 3,3         |             |             |
|                          | Magali Cauchois        | EXG – Lutte Ouvrière                                     | 504         | 1,3         |             |             |
| Gesamt                   | Gesamt                 | Gesamt                                                   | 37.849      | 100         | 36.525      | 100         |
|                          |                        |                                                          |             |             |             |             |
| Leere Stimmzettel        | Leere Stimmzettel      | Leere Stimmzettel                                        | 955         | 2,5         | 2.373       | 6,1         |
| Ungültige Stimmzettel    | Ungültige Stimmzettel  | Ungültige Stimmzettel                                    | 41          | 0,1         | 86          | 0,2         |
| Wähler                   | Wähler                 | Wähler                                                   | 38.845      | 60,2        | 38.984      | 60,4        |
| Wahlberechtigte          | Wahlberechtigte        | Wahlberechtigte                                          | 64.476      |             | 64.491      |             |
|                          |                        |                                                          |             |             |             |             |
| Quelle: Innenministerium |                        |                                                          |             |             |             |             |